# Gira Conmemorativa
Gira Conmemorativa (también conocido como La Gira Conmemorativa o Gira 25 Conmemorativo) es el nombre de una gira musical del cantante Marcos Witt realizada entre 2011 y 2012 para celebrar sus 25 años de trayectoria musical.

## Antecedentes
Marcos Witt empezó la celebración de sus 25 años de ministerio con un concierto conmemorativo en la ciudad de Houston, Texas en los Estados Unidos, el cual fue grabado en la iglesia Lakewood Church el 25 de febrero de 2011.

## Cierre de la gira
La gira estaba programada para finalizar en Quito, Ecuador el 30 de agosto de 2012, sin embargo, horas antes de la presentación de Witt en esa ciudad el concierto fue cancelado por parte de los organizadores locales, por lo que la gira no pudo culminar como lo había planeado el cantante.

## Repertorio del Tour
1. "Canción a Dios"
2. "Motivo de mi Corazón"
3. "Es por Ti"
4. "Te Amo"
5. "Cuen Bello es el Señor"
6. "Has Cambiado"
7. "Un Adorador"
8. "Será llena la Tierra"
9. "Dios ha sido Fiel"
10. "Tu Fidelidad"
11. "Fiel"
12. "Se oye en las Naciones"
13. "Levántate"
14. "Poderoso"
15. "Aleluya a Nuestro Dios"
16. "Cristo es mi Señor"
17. "Tu Harás"
18. "En los Montes, en los Valles"
19. "Renuévame"
20. "Tu Amor por Mi"
21. "Yo te Busco"
22. "Temprano yo te buscaré"
23. "Tu Mirada"
24. "Hermoso Eres"
25. "Exáltate"
26. "Más el Dios de Toda Gracia"
27. "Dios de Pactos"
28. " Gracias"

## Fechas del Tour
| Norteamérica             |                         |                      |                                           |
| 24 de junio de 2011      | Miami                   | Estados Unidos       | American Airlines Arena                   |
| Centroamérica            |                         |                      |                                           |
| 5 de julio de 2011       | Ciudad de Panamá        | Panamá               |                                           |
| 8 de julio de 2011       | San José                | Costa Rica           | Palacio de los Deportes                   |
| Sudamérica               |                         |                      |                                           |
| 19 de julio de 2011      | Cartagena               | Colombia             | Estadio se Sóftbol de Chiquinquirá        |
| 22 de julio de 2011      | Cali                    | Colombia             | Plaza de Toros                            |
| 2 de agosto de 2011      | Puerto Ordaz            | Venezuela            | Auditorio Iglesia Maranatha               |
| 5 de agosto de 2011      | Caracas                 | Venezuela            | Estacionamiento del Estadio Universitario |
| 7 de agosto de 2011      | Bogotá                  | Colombia             | Parque Simón Bolívar                      |
| 15 de agosto de 2011     | Cochabamba              | Bolivia              | Coliseo La Coronilla                      |
| 16 de agosto de 2011     | Santa Cruz de la Sierra | Bolivia              | Centro de Convenciones SONILUM            |
| 19 de agosto de 2011     | Cuenca                  | Ecuador              |                                           |
| 29 de agosto de 2011     | Arequipa                | Perú                 |                                           |
| 30 de agosto de 2011     | Lima                    | Perú                 | Centro de convenciones Agua Viva          |
| 2 de septiembre de 2011  | Santiago de Chile       | Chile                | Teatro Caupolicán                         |
| Norteamérica             |                         |                      |                                           |
| 18 de septiembre de 2011 | Ciudad de México        | México               | Auditorio Nacional                        |
| 19 de septiembre de 2011 | Ciudad de México        | México               | Auditorio Nacional                        |
| 26 de septiembre de 2011 | Los Ángeles             | Estados Unidos       | Gibson Amphitheatre                       |
| Centroamérica            |                         |                      |                                           |
| 4 de octubre de 2011     | Ciudad de Guatemala     | Guatemala            | Mega Auditorio Frater                     |
| 6 de octubre de 2011     | San Pedro Sula          | Honduras             |                                           |
| 14 de octubre de 2011    | San Salvador            | El Salvador          |                                           |
| Norteamérica             |                         |                      |                                           |
| 21 de octubre de 2011    | Monterrey               | México               | Auditorio Banamex                         |
| 22 de octubre de 2011    | Guadalajara             | México               | Auditorio Telmex                          |
| Caribe                   |                         |                      |                                           |
| 28 de octubre de 2011    | San Juan                | Puerto Rico          | Coliseo José Miguel Agrelot               |
| 29 de octubre de 2011    | Santo Domingo           | República Dominicana |                                           |
| Sudamérica               |                         |                      |                                           |
| 1 de noviembre de 2011   | Ribera                  | Uruguay              |                                           |
| 4 de noviembre de 2011   | Montevideo              | Uruguay              |                                           |
| 14 de noviembre de 2011  | Rosario                 | Argentina            | Estadio Cerrado Newell´s Old Boys         |
| 16 de noviembre de 2011  | Río Grande              | Argentina            | Estadio Gimnasion Don Bosco               |
| 18 de noviembre de 2011  | Buenos Aires            | Argentina            | Microestadio Argentinos Juniors           |
| Norteamérica             |                         |                      |                                           |
| 2 de diciembre de 2011   | Durango                 | México               |                                           |
| 17 de diciembre de 2011  | Houston                 | Estados Unidos       | Lakewood Church                           |
| Sudamérica               |                         |                      |                                           |
| 7 de marzo de 2012       | San Fernando            | Venezuela            | Estadio de Softball                       |
| 9 de marzo de 2012       | Maracaibo               | Venezuela            | Plaza Bolívar de San Francisco            |
| 10 de marzo de 2012      | Barquisimeto            | Venezuela            | Domo Bolivariano                          |
| 2 de abril de 2012       | La Paz                  | Bolivia              |                                           |
| 3 de abril de 2012       | Santa Cruz de la Sierra | Bolivia              |                                           |
| 5 de abril de 2012       | Córdoba                 | Argentina            |                                           |
| 6 de abril de 2012       | Comodoro                | Argentina            |                                           |
| Norteamérica             |                         |                      |                                           |
| 7 de mayo de 2012        | McAllen                 | Estados Unidos       | McAllen Convention Center                 |
| 9 de mayo de 2012        | Orlando                 | Estados Unidos       | First Baptist Orlando                     |
| 11 de mayo de 2012       | Elizabeth               | Estados Unidos       | The Ritz Theatre                          |
| 12 de mayo de 2012       | Fayetteville            | Estados Unidos       | Iglesia Hispana de Northwood              |
| Sudamérica               |                         |                      |                                           |
| 25 de mayo de 2012       | Trujillo                | Perú                 | Estadio Mansiche                          |
| 26 de mayo de 2012       | Chimbote                | Perú                 | Estadio Centenario                        |
| Norteamérica             |                         |                      |                                           |
| 5 de junio de 2012       | Cancún                  | México               | Estadio Andrés Quintana Roo               |
| 18 de junio de 2012      | Toronto                 | Canadá               | Church on the Queensway                   |
| 19 de junio de 2012      | Montreal                | Canadá               | Iglesia MCI Montreal                      |
| 4 de julio de 2012       | Xalapa                  | México               | Parque Deportivo Fco. González            |
| 6 de julio de 2012       | Villahermosa            | México               | Teatro al Aire Libre                      |
| 7 de julio de 2012       | Tuxtla Gutiérrez        | México               | Estadio Flor de Sospo                     |
| 16 de julio de 2012      | Mérida                  | México               | Estadio Carlos Iturralde Rivero           |
| 18 de julio de 2012      | León                    | México               | Poliforum                                 |
| Sudamérica               |                         |                      |                                           |
| 21 de julio de 2012      | Asunción                | Paraguay             | Centro Familiar de Adoración              |
| Norteamérica             |                         |                      |                                           |
| 8 de agosto de 2012      | Cuernavaca              | México               | CC Acapantzingo                           |
| 10 de agosto de 2012     | Toluca                  | México               | Estadio de Béisbol Toluca 80              |
| 11 de agosto de 2012     | Ciudad del Carmen       | México               | Estadio Nelson Barrera Romellón           |
| Sudamérica               |                         |                      |                                           |
| 25 de agosto de 2012     | Temblador               | Venezuela            |                                           |
| 27 de agosto de 2012     | Maracay                 | Venezuela            |                                           |
| 29 de agosto de 2012     | Guayaquil               | Ecuador              | Teatro Feria de Durán                     |